# Лувинате
Лувинате (итал. Luvinate) — коммуна в Италии, находится в провинции Варесе области Ломбардия.
Население составляет 1386 человек (2008), плотность населения составляет 347 чел./км². Занимает площадь 4 км². Почтовый индекс — 21020. Телефонный код — 0332.
Покровителями коммуны почитаются святые Ипполит и Кассиан, празднование 13 августа.

## Демография
Динамика населения:

## Администрация коммуны
- Официальный сайт: http://www.comune.luvinate.va.it